# センターフォールド

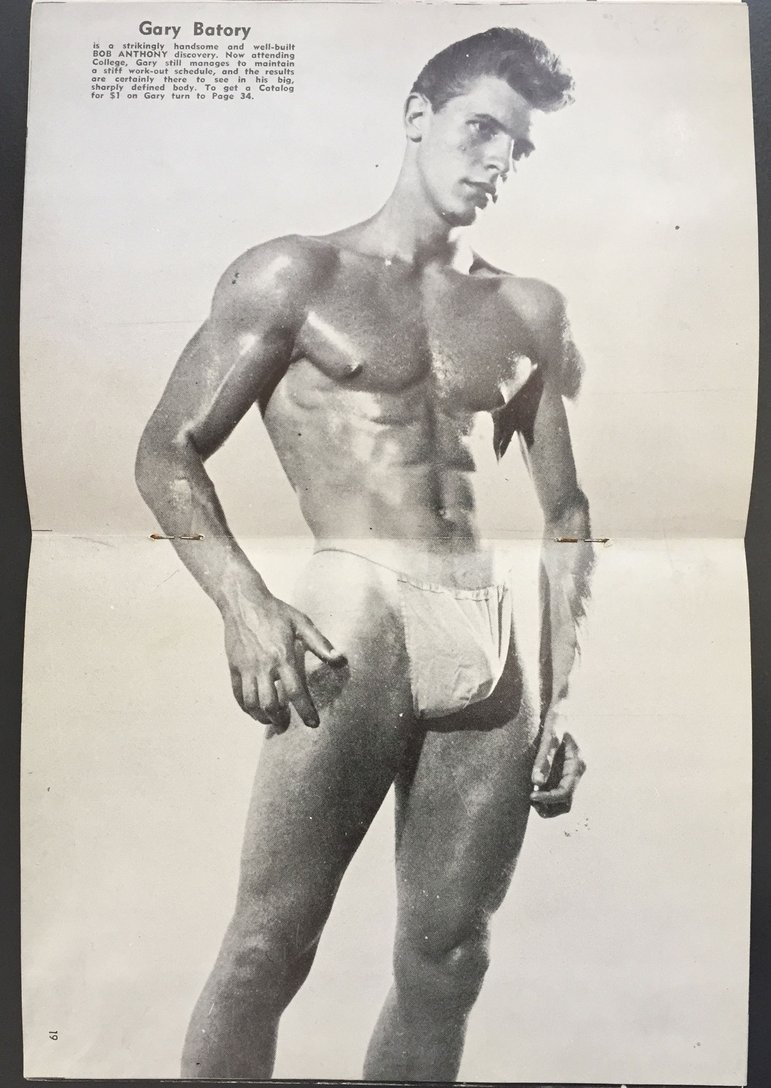
1962年に発行されたビーフケーキ雑誌『チャンプ』(Champ)のセンターフォールド。この例では、雑誌を縦向きに回転させて見る必要がある。

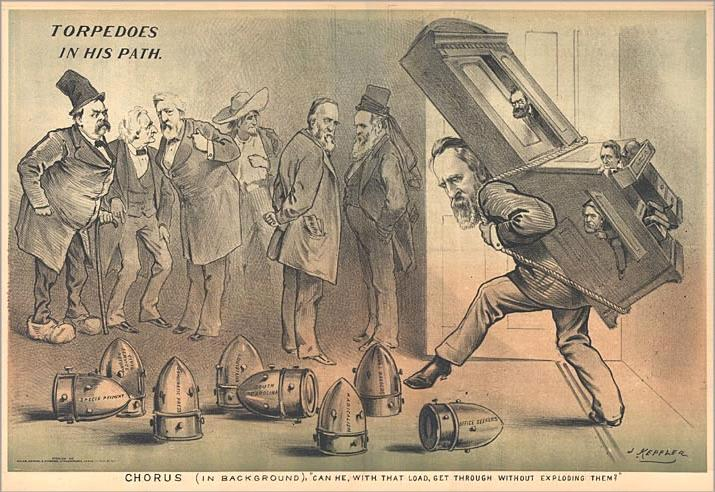
『パック』1877年3月14日号のセンターフォールド。"Torpedoes in His Path: Can he, with that load, get through without exploding them?"（魚雷が彼の行く手を阻む: あの荷物で、爆発させずに通り抜けられるのか?）というタイトルの、ラザフォード・ヘイズ米大統領を風刺した漫画が掲載されている。

センターフォールド（英語: centerfold, centrefold）とは、中綴じの雑誌における真ん中のページの見開きのことである。転じて、センターフォールドに掲載されるピンナップやヌードなどの肖像写真、またはその写真に登場するモデルのことを指す。無線綴じとは異なり、中綴じの雑誌では、センターフォールドは左右のページが一続きとなる。
この言葉は、『プレイボーイ』誌の創刊者であるヒュー・ヘフナーによって作られた。1953年に創刊された『プレイボーイ』の成功は、マリリン・モンローのヌードをセンターフォールドにしたことが大きな要因となっている。毎月のセンターフォールドの登場は、ピンナップに新たな価値を与え、「セクシーさ」の概念を和らげるのに役立った。センターフォールドに掲載されたことがきっかけで、モデルが映画に出演することも、かつてはよくあった。
初期の頃、ヘフナーは『プレイボーイ』のセンターフォールドを非常に特殊な方法で撮影することを要求していた。1956年にカメラマンに渡したメモによれば、「モデルは自然な形で、読む、書く、飲み物をかき混ぜるといった行動をしていなければならない。そして、健康的で知的なアメリカ人の容姿で、有能な秘書かヴァッサー大学の学生のような若い女性でなければならない」と伝えている。後にヘフナーは、理想的なセンターフォールドとは、「写真に写っていない誰かの存在が示唆されている状況」であると語っている。その目的は、「ストレートなピンナップを、個人的で特別なものとして、親密な幕間に変えること」であった。
一部の雑誌では、センターフォールドに長い紙を使って、三つ折りや四つ折りにして雑誌の中に折り込むものも現れた。挑発的なアダルト雑誌では、この長いセンターフォールドを使って、より露骨なイメージを見せていた。
この言葉は、一般的な意識ではエロティックな素材やモデルと強く結びついているが、『ライフ』や『タイム』、『ナショナルジオグラフィック』など他の多くの雑誌では、他のテーマの見開き記事が掲載されている。

## センターフォールドの称号
雑誌によっては、センターフォールドのモデルを特定の称号で呼ぶことがある。それは、その雑誌のブランドやテーマに関連している場合がある。
その分野における権威のある雑誌でセンターフォールドとして登場したモデルは、その後もニュース記事や紹介文でその称号で呼ばれることがある。
| 出版物         | 称号                                                 |
| -------------- | ---------------------------------------------------- |
| ブルーボーイ   | マン・オブ・ザ・マンス/イヤー(Man of the Month/Year) |
| デューク       | ダッチェス(Duchess)                                  |
| ギャラリー     | ガール・ネクスト・ドア(Girl Next Door)               |
| ジェネシス     | プレイガールズ(Playgirls)                            |
| ハイソサエティ | ソサエティーズ・チャイルド(Society's Child)          |
| ハスラー       | ハスラーハニー(Hustler Honey)                        |
| ネイブ         | メイド・オブ・ザ・マンス(Maid of the Month)          |
| リュイ         | La Fille du Mois                                     |
| マンデート     | マンデート・マン(The Mandate Man)                    |
| メイフェア     | ガール・オブ・ザ・マンス(Girl of the Month)          |
| メン・オンリー | メン・オンリー・ガール/ミス(Men Only Girl/Miss)      |
| ペントハウス   | ペントハウス・ペット                                 |
| プレイボーイ   | プレイメイト                                         |
| プレイガール   | マン・オブ・ザ・マンス/イヤー(Man of the Month/Year) |
| プレイメン     | La Ragazza del Mese                                  |